# ماگنوسه
ماگنوسه (به لاتین: Magnusy) یک روستا در لهستان است که در گمینا ووجراده واقع شده‌است.